# Diaea placata
Diaea placata är en spindelart som beskrevs av O. Pickard-Cambridge 1899. Diaea placata ingår i släktet Diaea och familjen krabbspindlar.
Artens utbredningsområde är Sri Lanka. Inga underarter finns listade i Catalogue of Life.